# Håndværk og Design (forening)
 For alternative betydninger, se Håndværk og design. (Se også artikler, som begynder med Håndværk og design)
Håndværk og Design er en faglig forening for folkeskolelærere, der underviser i skolefaget håndværk og design, der fra 2015/16 har afløst de tidligere skolefag sløjd og håndarbejde. Den nye forenings formand kom fra Danmarks Håndarbejdslærerforening, og næstformanden, Wisti Pedersen, var tidligere formand for Danmarks Sløjdlærerforening.
Foreningens medlemsblad er Håndværk & Design, der første gang udkom i september 2015.

## Foreningens formænd
- 2016-2019 Hanni G. Eskildsen
- 2019-  Irene Egeskov Andersen

## Eksterne link
- Foreningens hjemmeside